# シェブロン&スター
CHEVRON&STAR（シェブロン＆スター）は、1975年に登場したコンバースを代表するロゴの1つ。
「プロレザー」や「ウエポン」といったバスケットボールシューズはもとより、ランニング、テニス、フットボールなど様々な競技用シューズにて使用されており、当時のパフォーマンスシューズのアイコンとして、多くのスタープレイヤー達の足もとを支えてきた。
2006年からはストリートを舞台に新たなカテゴリーとして登場。様々なバリエーションを揃え、続々と新作が登場している。